# (68174) 2001 BY39
2001 بي واي 39 (ويعرف أيضًا باسم (68174) 2001 بي واي 39 وفق تسمية الكوكب الصغير) (بالإنجليزية: 2001 BY39)‏ هو كويكب ضمن حزام الكويكبات؛ وترتيبه 68174 من حيث الاكتشاف.
اكتُشف هذا الجُرم الفلكي بواسطة تعقب الأجرام القريبة من الأرض في 24 يناير 2001.

## وصلات خارجية
- (68174) 2001 BY39 في قاعدة بيانات مختبر الدفع النفاث لأجرام النظام الشمسي الصغيرة

- الاكتشاف · مخطط المدار ·  العناصر المدارية · المعلمات المادية

- (68174) 2001 BY39 على موقع ويكي سكاي: DSS2, SDSS, GALEX, IRAS, Hydrogen α, X-Ray, Astrophoto, Sky Map, Articles and images